# Президентская кампания Владимира Жириновского (2018)
Президентская кампания Владимира Вольфовича Жириновского — предвыборная кампания кандидата в президенты от партии ЛДПР на выборах президента России 2018 года. Кампания была объявлена 28 октября 2016 года, официально кандидат выдвинут 20 декабря 2017 года на 31-м ежегодном съезде ЛДПР. По словам Михаила Дегтярёва, Жириновский планировал провести самую крупную кампанию в истории партии. По итогам выборов Жириновский набрал 4 154 985 голосов (5,65 %), заняв 3-е место.

## Выдвижение
В июне 2015 года Жириновский заявил, что планирует участвовать в президентских выборах, но в июле того же года политик заявил, что ЛДПР, вероятно, «выберет более эффективного человека». В марте 2016 года он назвал имена тех, кто может быть выдвинут кандидатом от Либерально-демократической партии. Среди них были заместитель председателя Государственной думы Игорь Лебедев и депутаты Михаил Дегтярёв, Ярослав Нилов и Алексей Диденко. Однако позже Жириновский заявил, что будет баллотироваться сам.
Жириновский баллотировался в президенты в шестой раз. Ранее он был кандидатом на выборах 1991, 1996, 2000, 2008 и 2012 годов. Его лучший результат был на выборах 2008 года, когда он набрал 6 988 510 голосов (9,5 %), заняв 3-е место.

## Политические позиции
По мнению Жириновского, Россия должна быть унитарной страной, состоящей из 40 губерний. Жириновский выступал против иностранных слов в русском языке, в частности, он предлагал переименовать должность президента в «верховного правителя». Также, в случае победы на выборах планировал сократить количество депутатов Госдумы с 450 до 200 и упразднить Совет Федерации.
Во внешней политике Жириновский намеревался нормализовать отношения с Западом, заявив, что разменяет все варианты на то, чтобы США согласилась, что российская армия будет стоять на границах СССР с 1 января 1985 года. В частности, он обещал вернуть границу России по состоянию на 1985 год. По его словам, это произойдёт путём проведения референдумов в бывших советских республиках.
24 ноября 2017 года на сайте ЛДПР была опубликована программа Жириновского под названием «„100 пунктов“: Мощный рывок вперёд!».
19 февраля 2018 года Жириновский представил часть теневого кабинета, который был бы назначен в случае его победы на выборах:
- Алексей Островский — председатель Правительства
- Алексей Диденко — первый вице-премьер
- Сергей Абельцев — министр внутренних дел России
- Леонид Слуцкий — министр иностранных дел России
- Ярослав Нилов — министр труда и социальной защиты России
- Михаил Дегтярёв — министр туризма России
- Павел Грудинин — министр сельского хозяйства России[10]

## Ход кампании
В январе 2018 года было запланировано посещение Владимиром Жириновским около 10 крупных городов России, в частности встречи с избирателями, посещение промышленных и сельскохозяйственных предприятий, спортивных объектов. Кроме того, он планировал посетить около 30 городов на агитпоездах ЛДПР. По словам Михаила Дегтярёва, поездки Жириновского планировались с привлечением его сторонников со сцены, таких как группа «На-На», Алексей Гоман и Катя Лель.
9 февраля 2018 года Жириновский посетил Волгоград и возложил цветы к памятнику Сталинградской битве, а также встретился со студентами.
На предвыборных дебатах, проходивших 28 февраля 2018 года на телеканале Россия-1 с участием Ксении Собчак, Сергея Бабурина и Владимира Жириновского, последний устроил перепалку, несколько раз обозвав Собчак, в ответ на что та плеснула в него водой.

## Результаты
Владимир Жириновский набрал 5,65 % голосов и, тем самым, занял 3-е место. Наибольшее количество голосов Жириновский получил в Коми (10,24 %), Забайкальском крае (10 %) и Ненецком автономном округе (9,89 %).
После своего поражения Жириновский раскритиковал результаты выборов, сказав, что на них «нет равных условий для всех кандидатов». Позже он заявил, что будет участвовать в выборах 2024 года, опровергнув слухи о возможном неучастии: «Не дождётесь. ЛДПР будет всегда участвовать во всех выборах, если они вообще будут». Однако 6 апреля 2022 года Жириновский умер.

Результаты Владимира Жириновского на президентских выборах в России 2018 года